# Gare de Magnac – Vicq
Gare de Magnac - Vicq – przystanek kolejowy w Vicq-sur-Breuilh, w departamencie Haute-Vienne, w regionie Nowa Akwitania, we Francji.
Jest przystankiem kolejowym Société nationale des chemins de fer français (SNCF), obsługiwanym przez pociągi TER Limousin.